# 프랭크 브레텔

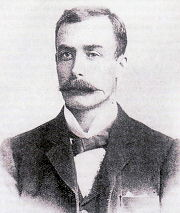
프랭크 브레텔

프랭크 브레텔(영어: Frank Brettell, 1862–1936)은 잉글랜드의 전 축구 선수, 전 축구 감독이다. 그는 주로 에버턴에서 수비수로 활약했다. 그 후 축구 감독의 길을 걸었는데, 대표적으로 토트넘 홋스퍼와 포츠머스가 있다. 그는 토트넘의 초대 감독으로 잘 알려져 있다.